# سکاستان ۱۳۰۶
سیارک ۱۳۰۶ (به انگلیسی: 1306 Scythia، نامگذاری:1930OB) هزار و سیصد و ششمین سیارک کشف شده‌است که در ۲۲ ژوئیه ۱۹۳۰ و در رصدخانه سایمیز کشف شد.
قدر مطلق سیارک برابر ۹٫۷۱ است.